# Masaru Hashimoto

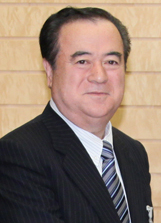
Masaru Hashimoto

Masaru Hashimoto (jap. 橋本 昌, Hashimoto Masaru; * 19. November 1945 in Tōkai, Naka-gun, Präfektur Ibaraki) ist ein japanischer Politiker und diente als Gouverneur der Präfektur Ibaraki von 1993 bis 2017.
Hashimoto studierte Rechtswissenschaften an der Universität Tokio. Nach seinem Abschluss 1969 wurde er Beamter im Innenministerium. Zeitweise arbeitete er auch für die Behörde für Staatsland sowie die Feuer- und Katastrophenschutzbehörde.
1993 verließ Hashimoto das Ministerium, um für das Gouverneursamt zu kandidieren, nachdem der seit 1975 amtierende Gouverneur Takeuchi Fujio wegen des „Zenekon-Korruptionsskandals“ zurückgetreten war. Mit Unterstützung von LDP, Erneuerungspartei, Neuer Japan-Partei und Neuer Partei Sakigake gewann er die Wahl am 26. September 1993. Er wurde seither fünfmal wiedergewählt, zuletzt am 8. September 2013. Am 27. August 2017 unterlag er jedoch dem von LDP und Kōmeitō unterstützten Kandidaten Kazuhiko Ōigawa, einen ehemaligen MITI-Beamten und IT-Manager.
Umstritten war 2000 Hashimotos Zustimmung zur geplanten Wiederaufnahme des Betriebs der in seinem Heimatort Tōkai gelegenen Wiederaufbereitungsanlage in der es 1997 gebrannt hatte. Die Inbetriebnahme war bereits mehrfach verschoben worden, nachdem es 1999 in einer Brennstoffverarbeitungsanlage in Tōkai zum Nuklearunfall von Tōkaimura gekommen war.